# いばらのもり
『いばらのもり』（IBARA no MORI）とは、北海道テレビ放送（HTB）で放送されていたローカル情報バラエティ番組であり、森崎博之の冠番組。2010年4月5日より、再編集版『いばらのもりリターンズ』が放送されていた。

## 概要
北海道を拠点に活動しているローカルタレントであり、演劇集団TEAM-NACSのリーダー・森崎博之がメインで出演し、同メンバーの大泉洋が自らディレクターを志願して、企画・ロケ・編集まで手がけた作品である。
HTBの深夜番組らしく、TEAM-NACSのメンバー を初め、芸能事務所のCREATIVE OFFICE CUE所属者が多数出演しており、「胃カメラ大声選手権」、「世界の童話」といった体当たり企画や、「モ父さん」、「ヌ王」などのシュールなコント・キャラを前面に押し出した、「今のバラエティ番組の常識を覆す」内容であった。
番組名の由来は「いばらの道を森崎が進む」をコンセプトにしており、「いばらの道」＋「森崎」で「いばらのもり」という番組名になった。
番組当初、大泉は裏方に徹するべく後姿だけの出演やマスクをするなどして顔が映らないようにしていたが、最終的に出演者となった。
『いばらのもり』が8年ぶりに2010年4月5日より『いばらのもりリターンズ』として放送がスタート。番組DVDの発売もあって復活。全放送をそのまま放送するのでは無く、「水曜どうでしょう」と同じく再編集し、厳選した回を再放送となる。

## 番組史
- 2000年4月5日 - 「いばらのもり」放送スタート。放送時間は水曜23:39 - 23:54（以下JST）。
番組開始のきっかけはHTBのキー局であるテレビ朝日が、同局の深夜番組枠『ネオバラエティ』を45分に枠拡大することであった。しかし元々30分番組であった『水曜どうでしょう』はそれに倣った枠拡大を行わなかった。その残された15分間の穴埋め番組として急遽スタートしたのが「いばらのもり」である。
- 2001年12月5日 - 第64回放送。HTBにて放送された「森崎30歳記念 カート選手権 後編」の冒頭約43秒にわたり、音声のみの黒い画面が放送される放送事故が発生。その後「しばらくお待ち下さい」と静止画が25秒続き、提供画面やCM等も飛んでしまった。
- 2002年4月5日 - 直後の番組『トゥナイト2』終了と『Matthew's Best Hit TV』の時差ネットなどに伴い金曜24:15 - 24:45枠に移動[注 4]。放送時間が15分拡大されて30分の枠となった。
- 2002年12月20日 - 「いばらのもり」全103回で放送終了。2003年から、後継番組として「ハナタレナックス」が始まる。
- 2010年4月5日 - 月曜24:15 - 24:45枠で「いばらのもりリターンズ 」として再編集の放送がスタート。同年8月23日まで続いた。

## 出演者

### メイン出演者
- 森崎博之 （TEAM NACS）

### レギュラー出演者
- 大泉洋 （TEAM NACS）

### 準レギュラー出演者
- 安田顕 （TEAM NACS）
- 音尾琢真 （TEAM NACS）
- 鈴井貴之 （CREATIVE OFFICE CUE代表取締役 社長（当時））
- 藤尾仁志 （オクラホマ）
- 河野真也 （オクラホマ） - 他の準レギュラーよりも出演回数が多い
- 谷口直樹 （HTBアナウンサー）
- 鈴木淳一 （当時HTBアナウンサー）

## 主な企画
- onちゃん音頭 - 番組1周年を記念して贈られた「onちゃん音頭」に、3人（onちゃん(安田)、noちゃん(大泉)、もん太くん）が振付や歌詞を考える企画。
- 世界の童話 - 進行役（谷口アナ）が読み上げる、大泉作の架空のストーリーに沿って、登場人物がその通りに演じる。例えどんなに理不尽な内容でも『絶対服従』で演じなければならず、あまりの理不尽さに森崎がキレた事もある。
- 胃カメラ大声選手権 - 口から胃カメラを入れ、抜いた直後にどれだけ大声を上げる事が出来るかを競う。ただし胃が荒れている場合は無効。この企画で「ヌ王」が誕生した。

## 主なキャラクター
（ ）内は、演じた人物。
- もん太くん（森崎） - この番組のマスコットキャラクター的なキャラ。1979年から使用されていた初代HTBマスコットキャラクター『くん太くん』の着ぐるみを流用。20年以上倉庫に保管されているうちに足が行方不明になったため下半身は白タイツで代用(番組終了後、無事に下半身も見つかった)。
- グモ（森崎） - onちゃんのペット「ぐち」をパロディしたキャラクター。
- モリ侍（森崎） - 森崎が初めて演じた侍キャラクター。第5・6回放送で初出。現在でも自身のラジオ番組で使う事がある。
- ヌ王（森崎）　- 「胃カメラ大声選手権」で「んんーーー、ぬおおおおおぉーーーっ！」と叫んだ事から誕生した大声キャラクター。デシベルならぬ「モーン」と言う単位を用いて、あらゆる音や声に自分の大声（「ぬおおおおぉーーー！」）で競り勝った。後に、日清食品とのコラボレーション企画として、カップ麺「ヌオウ」が開発・販売された。
- モ父さん（森崎）
- Mr.モリック（森崎） - Mr.マリックを模したキャラクター。
- noちゃん（大泉）- HTBマスコットキャラクター。『水曜どうでしょう』では音尾が演じていた。
- onちゃん（安田）- HTBマスコットキャラクター。『水曜どうでしょう』でも安田が演じ、多数登場。
- ダンスチーム（河野） - 第5・6回初登場のダンサーのキャラクター。
- モヒカン（藤尾） - この「モヒカン」は、第78〜82回放送の「復活 森崎博之ダンスチーム」にて、森崎が藤尾に命名したものによる。以後、藤尾はこの企画だけのために本当に頭をモヒカンにしてしまった。企画終了後の藤尾の髪型はモヒカン頭を全部刈り落とし、しばらくの間丸ボウズになった。
- ミスターX（鈴井） - 第63・4回放送の「森崎30歳記念 カート選手権」で登場。その後、当時、CREATIVE OFFICE CUE副社長で、夫人（当時）であった、鈴井亜由美の希望で恐怖の「胃カメラ大声選手権」に常に参加することになった。

ほか多数。

## 放送リスト

### いばらのもり
| 第1回        | 子供にもわかる森崎博之 ワンピース「秘密特訓」 | いばらのもりスタート!! 森崎が幼稚園で自己紹介 | -        |
| 第2〜4回     | 円山クリニックで森崎博之と大泉洋（音声のみ）が2泊3日の健康診断対決!                                                                              | このときの胃カメラ体験が後々の恐ろしい企画へつながる・・・                                                                                       | -        |
| 第5〜6回     | 大泉企画第1弾「モリ侍」 森崎博之の春のおすすめ行楽情報 伊達時代村でアシュラを探せ!                                                               | GWのおすすめスポットを紹介しつつ、モリ侍が父の仇であるアシュラを探す                                                                             | -        |
| 第7回        | 森崎博之についてインタビュー 大泉洋・安田顕 ワンピース「7年目の再会」                                                                            | 大泉と安田が森崎博之について語る | -        |
| 第8〜9回     | ウド探しの旅 ワンピース「秘密特訓」 | 三蔵法師・森崎博之のために猪八戒・河野真也たちが、 ウド探しの旅に出かける                                                                        | -        |
| 第10〜11回   | 大泉企画第2弾「モ父さん」 家具屋でコントを撮影する                                                                                               | コントを撮るスタジオを求めて、ホクレンホームセンターへ                                                                                           | -        |
| 第12回       | 緊急対談! 森崎・大泉、どうする? いばらのもり! | 視聴者モニターによる番組への感想を元に、今後の「いばらのもり」を見つめなおす                                                                     | -        |
| 第13〜15回   | 森崎博之 晴れ男への道 ～晴れ男五番勝負～ | 「晴れ男として認められたい――」 その想いで気象予報士と五番勝負!                                                                                   | -        |
| 第16回       | いばらの修行 特別編 ワンピース「ときめき」 | ワンピース「ときめき」はテレビモニターの映像と森崎の 電話の声だけの内容                                                                          | -        |
| 第17〜18回   | 大泉企画第3弾「Mr．モリック 超魔術の世界」 | 彼が決死の思いで挑む『超魔術の世界』は、まさにMr.モリックにしか作り出せない世界                                                                  | もん太編 |
| 第19〜24回   | 女性向け番組CMを制作! 森崎VS大泉 | 番組プロデューサー、キャップの指令により「いばらのもり」の女性人気をあげるためのCMを制作                                                         | -        |
| 第25〜26回   | 大泉企画第4弾 「いばらのもりを女の子にも見てほしい」 onちゃん・noちゃん・もん太くん登場                                                          | 安田＝onちゃん、大泉＝noちゃんというそれぞれのキャラクターがある中で、唯一何もない森崎にHTBが与えたキャラクターこそが 「もん太くん」だった・・・ | もん太編 |
| 第27〜29回   | いばら応援団 アイスホッケーを応援しよう | アイスホッケーチームを応援にいく・・・といいつつ、アイスホッケーのルールをちゃんと覚えられるかをダンスチームと対決                               | -        |
| 第30〜37回   | ファッション雑誌「mina」のポスター制作! 森崎VS大泉                                                                                               | 番組の女の子人気を上げることに成功した森崎と大泉に、主婦の友社から仕事の依頼が                                                                   | -        |
| 第38〜40回   | onちゃん音頭を完成しよう | いばらのもり1周年を記念して津軽三味線家元の新田氏より贈られた「onちゃん音頭」                                                                    | もん太編 |
| 第41〜42回   | 大泉企画第5弾 モリ侍リターンズ! 伊達時代村でフビライハーンを探せ                                                                                 | 大好評のキャラクター“モリ侍”が帰ってきた! 今度は蒙古の襲来から「伊達時代村」を守るためにフビライハーンを探す                                     | もん太編 |
| 第43〜44回   | 激動の1年を振り返ろう!「鮨のはら田」で総集編 | いばらのもり総集編 | -        |
| 第45〜46回   | いばらのもり胃カメラ大声選手権 | “過酷な状況の中でも声が出せる人こそ『真の大声王』” ――ただ、それを証明するためだけに胃カメラを飲み、大声を出す!                                   | ヌ王編   |
| 第47〜49回   | onちゃん音頭に振り付けをしよう | 森崎・大泉・安田がそれぞれ3キャラクター分の振り付けを考え、審査員の前でキャラクターになり披露した                                                | もん太編 |
| 第50〜51回   | 大泉企画第6弾 大声選手権2 ヌ王に挑戦 | - | ヌ王編   |
| 第52〜55回   | 森崎博之ゴスペルコンサートへの道 | - | -        |
| 第56〜59回   | 森崎・大泉プロデュース 道内限定カップラーメン「ヌオウ」をつくろう!                                                                               | - | -        |
| 第60回       | 緊急生放送! 道内限定カップラーメン「ヌオウ」完売! どうする? いばらのもり!                                                                        | - | -        |
| 第61〜62回   | 大泉企画第7弾 ドキッ♥丸ごと水着 いばらのもり 番組対抗水泳大会                                                                                    | - | ヌ王編   |
| 第63〜64回   | 森崎30歳記念 カート選手権 | 謎の人物「ミスターX」の正体とは!? | -        |
| 第65〜66回   | 森崎・大泉が選ぶ2001年総集編 | - | -        |
| 第67〜73回   | レギュラー争奪! 沖縄PR対決 森崎VSオクラホマ | - | ヌ王編   |
| 第74〜75回   | 胃カメラ大声選手権2 | 恐怖の企画 ～第2章～ | ヌ王編   |
| 第76〜77回   | 大泉企画第8弾 新キャラクター「グモ君」をブレイクさせよう!                                                                                        | - | もん太編 |
| 第78〜82回   | 復活!! 森崎博之ダンスチーム | - | -        |
| 第83〜86回   | 運勢を上げよう! スペシャル | - | -        |
| 第87〜91回   | 夏休み特別企画 いばらのもり自由研究 | - | -        |
| 第92〜93回   | 大泉企画第9弾 ドキッ♥丸ごと水着 夏だ！ビーチだ！ニービキはどこだスペシャル                                                                       | - | ヌ王編   |
| 第94〜96回   | 北海道No.1のモテモテ男は誰だ!? 2002年秋だ グルメだ フランス料理でせぼ～ん いばらのもり第1回ナイス☆ガイ決定戦!! 〜抱かれたい男は俺サ スペシャル〜 | 音尾琢真の「フィンガーボールの乱」 | ヌ王編   |
| 第97〜99回   | 森崎博之メジャー企画 テレビCMを制作 | - | -        |
| 第100〜101回 | 胃カメラ大声選手権3 | 恐怖の企画 〜最終章〜 | -        |
| 第102〜103回 | 2002年いばらのもり総集編 | いばらのもり最終回 | -        |

### いばらのもりリターンズ
| 第1回 （第1・5・6回）        | 大泉企画第1弾「モリ侍」 森崎博之の春のおすすめ行楽情報 伊達時代村でアシュラを探せ! | いばらのもりスタート!! 森崎が幼稚園で自己紹介 GWのおすすめスポットを紹介しつつ、モリ侍が父の仇であるアシュラを探す                               | 2010年 4月5日 |
| 第2回 （第10・11回）         | 大泉企画第2弾「モ父さん」 家具屋でコントを撮影する | コントを撮るスタジオを求めて、ホクレンホームセンターへ                                                                                           | 4月12日       |
| 第3回 （第25・26回）         | 大泉企画第4弾「いばらのもりを女の子にも見てほしい」 onちゃん・noちゃん・もん太くん登場 | 安田＝onちゃん、大泉＝noちゃんというそれぞれのキャラクターがある中で、唯一何もない森崎にHTBが与えたキャラクターこそが 「もん太くん」だった・・・ | 4月19日       |
| 第4回 （第38・39・40回）     | onちゃん音頭を完成しよう | いばらのもり1周年を記念して津軽三味線家元の新田氏より贈られた「onちゃん音頭」                                                                    | 4月26日       |
| 第5回 （第47・48・49回）     | onちゃん音頭に振り付けをしよう | 森崎・大泉・安田がそれぞれ3キャラクター分の振り付けを考え、審査員の前でキャラクターになり披露した                                                | 5月3日        |
| 第6回 （第76・77・94・95回） | 大泉企画第8弾 新キャラクター「グモ君」をブレイクさせよう! ・ 北海道No.1のモテモテ男は誰だ!? 2002年秋だ グルメだ フランス料理でせぼ～ん いばらのもり第1回ナイス☆ガイ決定戦!! 〜抱かれたい男は俺サ スペシャル〜 （前半戦） | 音尾琢真の「フィンガーボールの乱」 | 5月10日       |
| 第7回                        | 不明 | | 5月17日       |
| 第8回                        | 不明 | | 5月24日       |
| 第9回                        | 不明 | | 5月31日       |
| 第10回                       | 不明 | | 6月7日        |
| 第11回                       | 不明 | | 6月14日       |
| 第12回                       | 不明 | | 6月28日       |
| 第13回                       | 不明 | | 7月5日        |
| 第14回                       | 不明 | | 7月12日       |
| 第15回 （第50・51回)         | 大泉企画第6弾 大声選手権2 ヌ王に挑戦 | | 7月19日       |
| 第16回 （第63・64回)         | 森崎30歳記念 カート選手権 | | 7月26日       |
| 第17回                       | 不明 | | 8月2日        |
| 第18回                       | 不明 | | 8月9日        |
| 第19回                       | 不明 | | 8月16日       |
| 第20回                       | 不明 | | 8月23日       |

## DVD
2010年に発売された。2010年の初回生産分が完売して以来、再生産されずに品切れ状態が続いていたが、2021年に約11年ぶりの復刻再販売される。

### いばらのもり1 〜もん太編
DVD内容
- モリ侍リターンズ
- Mr.モリック 超魔術の世界!!
- もん太くん誕生
- onちゃん音頭を完成しよう
- onちゃん音頭 〜振り付け編
- 新キャラクター「グモ君」をブレイクさせよう!!
- 特典映像：onちゃん音頭　キャラクター編／お兄さん編

### いばらのもり2 〜ヌ王編
DVD内容
- ドキッ♥丸ごと水着 いばらのもり 番組対抗水泳大会
- ドキッ♥丸ごと水着 夏だ! ビーチだ! ニービキはどこだスペシャル
- 北海道No.1のモテモテ男は誰だ!? 2002年秋だ グルメだ フランス料理でせぼ〜ん いばらのもり第1回ナイス☆ガイ決定戦!! 〜抱かれたい男は俺サ スペシャル〜
- 胃カメラ大声選手権
- 大声選手権 ヌ王に挑戦
- 胃カメラ大声選手権2
- 特典映像：「レギュラー争奪沖縄PR対決」を現在の森崎・大泉が振り返る!

### もん太編＋ヌ王編＋もん太くんベアブリック70％のもん太セット
DVD内容
- いばらのもり1 〜もん太編＆いばらのもり2 〜ヌ王編
- もん太くんベアブリック70％×1体

## 主なスタッフ
- ナレーター：AKI、谷口直樹（イレギュラー、DVD版）
- 撮影：坂本忠昭、鈴木武司、佐々木耕（週替わり）
- 音声：松澤聡、末永大輔（週替わり）
- 音響効果：工藤哲也（初期～後期）、百石仁（末期）
- スタイリスト：小松江里子
- 美術：ビジービー
- アシスタントディレクター：加賀屋佳史
- ディレクター：竹本英樹（初期～中期）、中島敬太郎（後期）／ 大泉洋（大泉企画のみ）
- プロデューサー：福屋渉（後期はディレクター兼任）、土井巧（初期のみ）
- 企画協力：CREATIVE OFFICE CUE
- 制作著作：北海道テレビ